# Мери Астор
Вижте пояснителната страница за други личности с името Астор.
Мери Астор (на английски: Mary Astor) е американска актриса.

## Биография
Родена е на 3 май 1906 г. в Куинси, Илинойс, в семейство на учители – имигрант от Германия и американка от португалско-ирландски произход.

### Кариера
Започва да се снима в киното в началото на 20-те години на ХХ век, като достига най-голяма популярност през 1930-те и 1940-те години с роли във филми, като „Додсуърт“ („Dodsworth“, 1936), „Малтийският сокол“ („The Maltese Falcon“, 1941) и „Да се срещнем в Сейнт Луис“ („Meet Me in St. Louis“, 1944). За участието си в „Голямата лъжа“ („The Great Lie“, 1941) получава награда „Оскар за най-добра поддържаща женска роля“. Най-прочута е с ролите на Бриджит О'Шонеси във филм ноар лентата „Малтийският сокол“ и майката в мюзикъла „Да се срещнем в Сейнт Луис“.
От 1960 г. има звезда на Холивудската алея на славата.

### Смърт
Мери Астор умира на 25 септември 1987 г., на 81-годишна възраст, от дихателна недостатъчност поради белодробен емфизем, докато е в болницата в комплекса на Моушън Пикчър Хаус (Motion Picture House). Погребена е в гробището „Свети кръст“ (Holy Cross) в Кълвър Сити, Калифорния.

## Избрана филмография
| Година | Филм                | Оригинално заглавие | Роля             | Режисьор    |
| ------ | ------------------- | ------------------- | ---------------- | ----------- |
| 1956   | Предсмъртна целувка | A Kiss Before Dying | г-жа Корлис      | Герд Осуалд |
| 1956   | Малтийският сокол   | The Maltese Falcon  | Бриджит О'Шонеси | Джон Хюстън |